# Eduardo Compta
Eduardo Compta   (Madrid, 12 de juny de 1835 - 20 de juny de 1882), nom complet Eduardo Compta Torres, fou un pianista i compositor espanyol, professor de l'Escola Nacional de Música i cavaller de la Ordre de Carles III.

## Biografia
Nascut a Madrid el 1835, Eduardo Compta es va iniciar en l'estudi de la música amb el seu pare, oriünd de Vic, i va completar els seus estudis de piano al Conservatori de Madrid el 1856, dedicant-se des d'aquest mateix moment a l'ensenyament al mateix centre, segons declarava en la introducció al seu Mètode complet de piano, primer com a alumne repetidor i posteriorment com a professor de la disciplina. Alumne a Madrid de Pedro Albéniz, en 1856, guardonat amb el segon premi de piano del conservatori madrileny, va viatjar a París per rebre lliçons de piano de Marmontel i a Brussel·les, on a més de piano va estudiar harmonia i composició amb François-Joseph Fétis. En 1861 a París va tocar davant Napoleó III. El 1864 fou nomenat professor auxiliar del conservatori madrileny, inicialment sense sou, compatibilitzant l'ensenyament amb l'activitat com a concertista. Un cop nomenat professor numerari, el 1873, absorbit per les tasques educatives, va abandonar la composició musical.
Amb els seus ensenyaments i el seu Mètode complet de piano va formar una selecta escola de pianistes sorgits del conservatori madrileny, entre els quals van destacar músics com José Tragó, els germans navarresos Melecio i Apolinar Brull Ayerra, Felip Espino o Natalia del Cerro, que posteriorment seria professora supernumerària de piano a la mateixa escola.

## Obra
- Gradus ad Parnasum o L'art de tocar el piano: demostrat amb estudis en l'estil sever i en l'elegant per Muzio Clementi; i novament ordenats i precedits d'instruccions i exemples sobre la manera d'estudiar-los per Eduardo Compta. Edició dedicada al conservatori de Madrid i adoptada pel mateix. Madrid, B. Eslava editor, 1867.[5]
- Mètode complet de piano, Madrid, 1873, 6a edició. Biblioteca Nacional d'Espanya.